# Unter-Überlut
Unter-Überlut este o arie protejată (arie specială de conservare — SAC, sit de importanță comunitară — SCI) din Austria întinsă pe o suprafață de 22,85 ha, integral pe uscat.

## Localizare
Centrul sitului Unter-Überlut este situat la coordonatele 47°15′08″N 9°58′18″E / 47.2522°N 9.9717°E.

## Înființare
Situl Unter-Überlut a fost declarat sit de importanță comunitară în februarie 2002 pentru a proteja 1 specie de animale. Situl a fost protejat și ca arie specială de conservare în august 2003.

## Biodiversitate
Situată în ecoregiunea alpină, aria protejată conține 3 habitate naturale: Pajiști uscate seminaturale și facies de acoperire cu tufișuri pe substraturi calcaroase (Festuco-Brometalia) (* situri importante pentru orhidee), Fânețe montane, Mlaștini alcaline.
La baza desemnării sitului se află o specie protejată de  păsări: cocoșul de mesteacăn (Tetrao tetrix tetrix).
Pe lângă speciile protejate, pe teritoriul sitului au mai fost identificate 3 specii de nevertebrate, 1 specie de reptile.